# Вивьен де Монбранк
Вивье́н де Монбра́нк (фр. Vivien de Monbranc) — персонаж французских chansons de geste, а позже феррарских поэм (Боярдо, Ариосто). Сын Бёва д'Эгремона, брат-близнец Можиса, разлучённый с ним в младенчестве.

## Франция

### «Можис д'Эгремон»
В поэме, главным героем которой является брат Вивьена, рассказано, как сразу после рождения Вивьена похитили язычники. В конце поэмы братья, не узнав друг друга, сходятся в поединке.

### «Вивьен де Монбранк»
Поэма XIII века о войне Вивьена с сарацинами, которые осадили Монбранк. Жена Вивьена Эсклармонда посылает за помощью к Бёву и его братьям. Те в свою очередь шлют гонцов к Карлу Великому, но тот отказывает в подмоге, и Бёв ссорится с императором. Во время военных действий Вивьен попадает в плен, но Можис освобождает его. В генеральном сражении франки побеждают, понеся, однако, большие потери.

## Италия
В «Неистовом Роланде» Вивьен (Вивиан) не является активным действующим лицом, всюду следуя за своим братом (Маладжиджи).